# Оклопна кола Остин
Оклопна кола Остин (енгл. Austin Armoured Car) била су британски оклопни аутомобил из Првог светског рата.

## Историја
Неколико десетина ових возила произведено је 1918−1920. у Русији: они су познати као Остин-Путилов и Остин-Кегресе. У Првом светском рату ова возила била су огранизована у водове (са по 2 Остина и једним оклопним аутомобилом Гарфорд-Путилов), а од 1916. у батаљоне оклопних аутомобила (са по 2-5 водова) у саставу сваке армије. Током грађанског рата у Русији коришћени су на обе стране, док је у Пољско-совјетском рату око 20 заробљено од стране Пољака. У СССР возила су остала у служби све до 1933.